# Brenda Lewis
Brenda Lewis (Harrisburg, 2 marzo 1921 – Westport, 16 settembre 2017) è stata un soprano statunitense.

## Biografia
Nata e cresciuta in una famiglia ebrea in Pennsylvania, si preparava a studiare medicina all'Università statale della Pennsylvania quando vinse una borsa di studio per il Curtis Institute of Music, dove fu allieva di Emilio de Gogorza. Mentre studiava esordì, appena diciottenne, con la Philadelphia Opera Company ne Le nozze di Figaro e nei tre anni successivi avrebbe cantato con la compagnia anche nei ruoli di Esmeralda ne La sposa venduta, Minni ne Il pipistrello, Giulietta ne I racconti di Hoffmann, la marescialla ne Il cavaliere della rosa e Dorabella in Così fan tutte. Dopo la laurea si trasferì a New York e fece il suo esordio con la New Opera Company cantando come Hanna ne La vedova allegra; nello stesso anno fu Susanna ne Il segreto di Susanna a Broadway, dove tornò nel 1948 per cantare nel ruolo del coro della prima statunitense de Lo stupro di Lucrezia di Benjamin Britten. Nel 1949 cantò come Birdie dell'opera Regina a Broadway; avrebbe poi interpretato l'eponima protagonista dell'opera negli allestimenti della New York City Opera del 1953 e del 1958.
Fu infatti alla New York City Opera che il grosso della sua carriera fu legata: vi esordì nella stagione 1944/1945 come Santuzza in Cavalleria rusticana al Lincoln Center e vi sarebbe tornata a cantare regolarmente nel corso di oltre una ventina di stagioni. Per la New York City Opera fu, tra le altre, Cio-Cio-San in Madama Butterfly, Donna Elvira in Don Giovanni, Idamante in Idomeneo, Marguerite nel Faust e le eponime protagonista in Carmen e Salomè. Diede il suo addio alla compagnia cantando nel ruolo dell'eponima protagonista nella Lizzie Borden di Jack Beeson. Sulle scene newyorchesi cantò anche in una quarantina di rappresentazioni al Metropolitan Opera House, dove esordì nel 1952 come Musetta ne La bohème; il suo repertorio al Met annoverava anche i ruoli di Rosalinde ne Il pipistrello, Donna Elvira, Marina in Boris Godunov, Venere in Tannhäuser e le eponime protagoniste di Carmen, Salomè e Vanessa. Diede il suo addio al Met come Marie in Wozzeck nel febbraio 1965.
Molto attiva anche nel resto degli Stati Uniti, cantò con numerose altre compagnie, tra cui la Central City Opera, Cincinnati Opera, Dallas Opera, Fort Worth Opera, Opera Company of Boston, Pittsburgh Opera e la Seattle Opera. Cantò in diverse occasioni con la San Francisco Opera tra il 1950 e il 1952, interpretando Cherubino ne Le nozze di Figaro, Giorgetta ne Il tabarro e altri dei suoi ruoli storici, quali Donna Elvira, Musetta, Salomè e la marescialla. Nella stagione 1955/1956 fu Salomè nella stagione inaugurale della Houston Grand Opera, mentre nel 1965 fu Marie nel Wozzeck con Geraint Evans all'Opera di Chicago. Più sporadiche furono invece le apparizioni a livello internazionale. La sua prima apparizione all'esterno fu all'Opéra de Montréal nel 1945 e tra gli anni quaranta e cinquanta sarebbe apparsa in diverse occasioni al Theatro Municipal, dove cantò come Venere, Musetta, Santuzza, Marguerite, Marina e Donna Elvira. Alla Volksoper Wien cantò nelle prime austriache di Kiss Me, Kate (1956) e Annie Get Your Gun (1957), titoli che interpretò anche all'Opera di Zurigo, insieme a quelli di Carmen e Salomè. Una delle sue ultime apparizioni fu con la Philadelphia Grand Opera Company, con cui cantò la parte di Rosalinde ne Il pipistrello nel dicembre 1967. Dopo l'addio alle scene si dedicò all'insegnamento e alla regia.
Fu sposata con il violinista Simon Asen dal 1944 al divorzio nel 1959; dal matrimonio nacquero due figli. Immediatamente dopo il divorzio, si risposò con l'ingegnere Benjamin Cooper, di cui sarebbe diventata la vedova nel 1991; i due ebbero una figlia. Brenda Lewis è morta nel 2017 all'età di 96 anni.